# Демерцов, Фёдор Иванович
Фёдор Иванович Демерцов (1762, Гульнево — 1823, Санкт-Петербург) — русский архитектор, мастер петербургского классицизма александровской эпохи, доверенное лицо графа Алексея Аракчеева.

## Биография

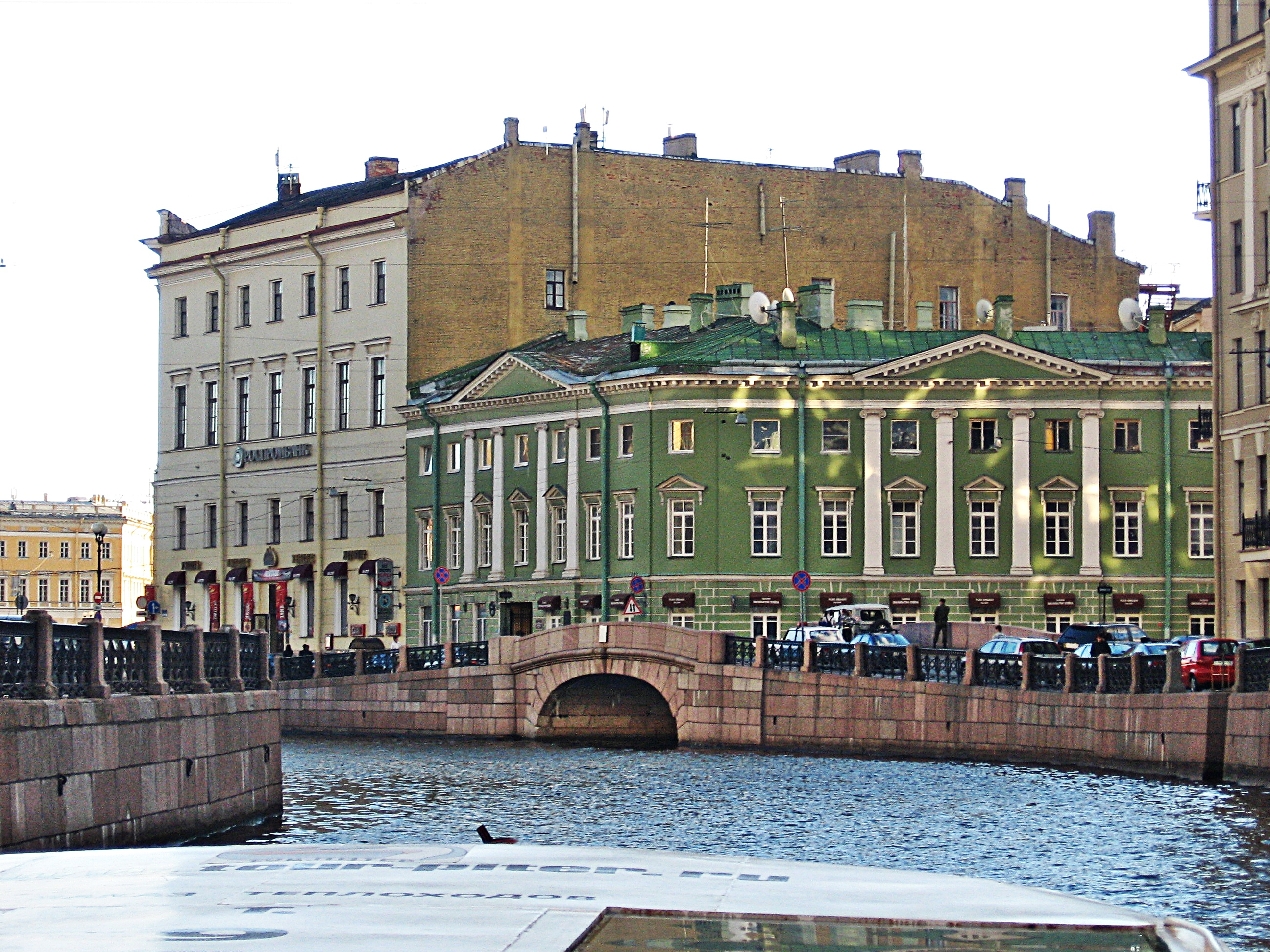
Дом Аракчеева, построенный по проекту Демерцова

Сын крепостного садовника князя П. Н. Трубецкого, Демерцов вступил в связь с дочерью своего хозяина, Александрой, и в 1786 году женился на ней. В 1784 году получил вольную и вместе с тем протекцию свояка А. С. Строганова, пригласившего его переделывать интерьеры дворца на Невском.
Перебравшись в Петербург, учился и преподавал в школе художеств при инженерном кадетском корпусе. Много работал по заказам военного ведомства, особенно при Павле I, в лаконичной стилистике позднего классицизма. Выстроил здания казарм различных полков, Сергиевский всей артиллерии собор и Знаменскую церковь на одноимённой площади.
Пользовался покровительством военного министра А. А. Аракчеева, который стал крёстным его дочери. Выстроил для Аракчеева большой дом на Мойке и курировал строительные работы в его усадьбе Грузино. Разрабатывал типовые казарменные дома для военных поселений.
В 1803—1805 годы руководил восстановительными работами на Охтинском пороховом заводе; по их окончании, в 1806 году, построил к визиту Александра I на берегу Охты Александровские ворота. Одним из наиболее выразительных проектов Демерцова стал Новый Арсенал 1808 года на Литейном проспекте (впоследствии перестроен).
С 1814 года — профессор архитектуры Академии художеств. Через 4 года потерял зрение и вышел в отставку. Жил в доме на Кирочной улице, 10, построенном по собственному проекту.
Основные произведения Демерцова были снесены или перестроены в советское время.